# Teucrium eximium
Teucrium eximium là một loài thực vật có hoa trong họ Hoa môi. Loài này được O.Schwartz miêu tả khoa học đầu tiên năm 1939.